# Katsudon
Il katsudon (カツ丼?) è un piatto tipico della cucina giapponese, è una delle forme più famose di donburi costituito da una cotoletta di maiale impanata e fritta (ovvero il tonkatsu), uova che generalmente vengono versate sul piatto da sbattute e crude (tuorlo e albume mescolati si cuociono grazie al calore del piatto) e condimenti vari da versare sul riso caldo. Si tratta di un piatto molto sostanzioso. Come per la maggior parte dei piatti giapponesi i colori sono fondamentali e spesso decorati con erba cipollina per aggiungere una gradazione di verde. Si dice sia stato inventato da Katsu Kaishu poco prima della sua morte.

## Varianti
Le varianti includono:
- Katsudon con salsa (con l'aggiunta di salsa Worcester);
- Demi katsudon (con demi-glace e spesso piselli, specialità di Okayama);
- Shio katsudon (con l'aggiunta di sale, anche questo tipico di Okayama);
- Shōyu-dare katsudon (con salsa di soia, specialità di Niigata);
- Miso katsudon (specialità di Nagoya).

## Nella cultura di massa
Per via del nome (katsu ricorda 勝つ katsu ovvero vincere), la consumazione di tale piatto la sera prima di un importante esame è diventato un rituale nella cultura giapponese.
Il katsudon è inoltre coinvolto molto comunemente in delle gag di film polizieschi giapponesi: molte persone credono che i sospetti diranno la verità, in lacrime, dopo aver mangiato un piatto di katsudon, alla domanda, "Ti sei mai chiesto come si senta tua madre per questo?". Anche ai giorni nostri la gag "dobbiamo mangiare katsudon durante l'interrogatorio" è molto popolare nei film giapponesi.